# Роџер Тејлор (бубњар)
Роџер Медоуз Тејлор (енгл. Roger Meddows Taylor; Норфок, 26. јул 1949) британски је музичар. Најпознатији као бубњар групе Queen, у којој је такође певао пратеће вокале, али је на неким песмама свирао и друге инструменте и понекад певао водеће вокале. За групу је написао неколико светских хитова, укључујући ту I'm In Love With My Car, Radio Ga Ga, A Kind Of Magic, Innuendo. Такође је издао и неколико соло албума. Основао је своју рок групу The Cross, али није постигао већи успех са њом.